# Clubiona hindu
Clubiona hindu este o specie de păianjeni din genul Clubiona, familia Clubionidae, descrisă de Deeleman-reinhold în anul 2001.
Este endemică în Bali. Conform Catalogue of Life specia Clubiona hindu nu are subspecii cunoscute.